# Myrmarachne inermichelis
Myrmarachne inermichelis är en spindelart som beskrevs av Bösenberg, Strand 1906. Myrmarachne inermichelis ingår i släktet Myrmarachne och familjen hoppspindlar. Inga underarter finns listade i Catalogue of Life.